# Abborrtjärnen (Idre socken, Dalarna, 686580-135551)
Abborrtjärnen är en sjö i Älvdalens kommun i Dalarna och ingår i Dalälvens huvudavrinningsområde.